# Mesih Pacha
Mesih Pacha ou Misac Pacha, en turc Mesih Paşa (mort en novembre 1501), est un homme d'État ottoman.

## Biographie
Membre de la famille de l'empereur byzantin Constantin XI Paléologue, il est converti à l'islam après sa capture et élevé dans le cadre du devshirmé.

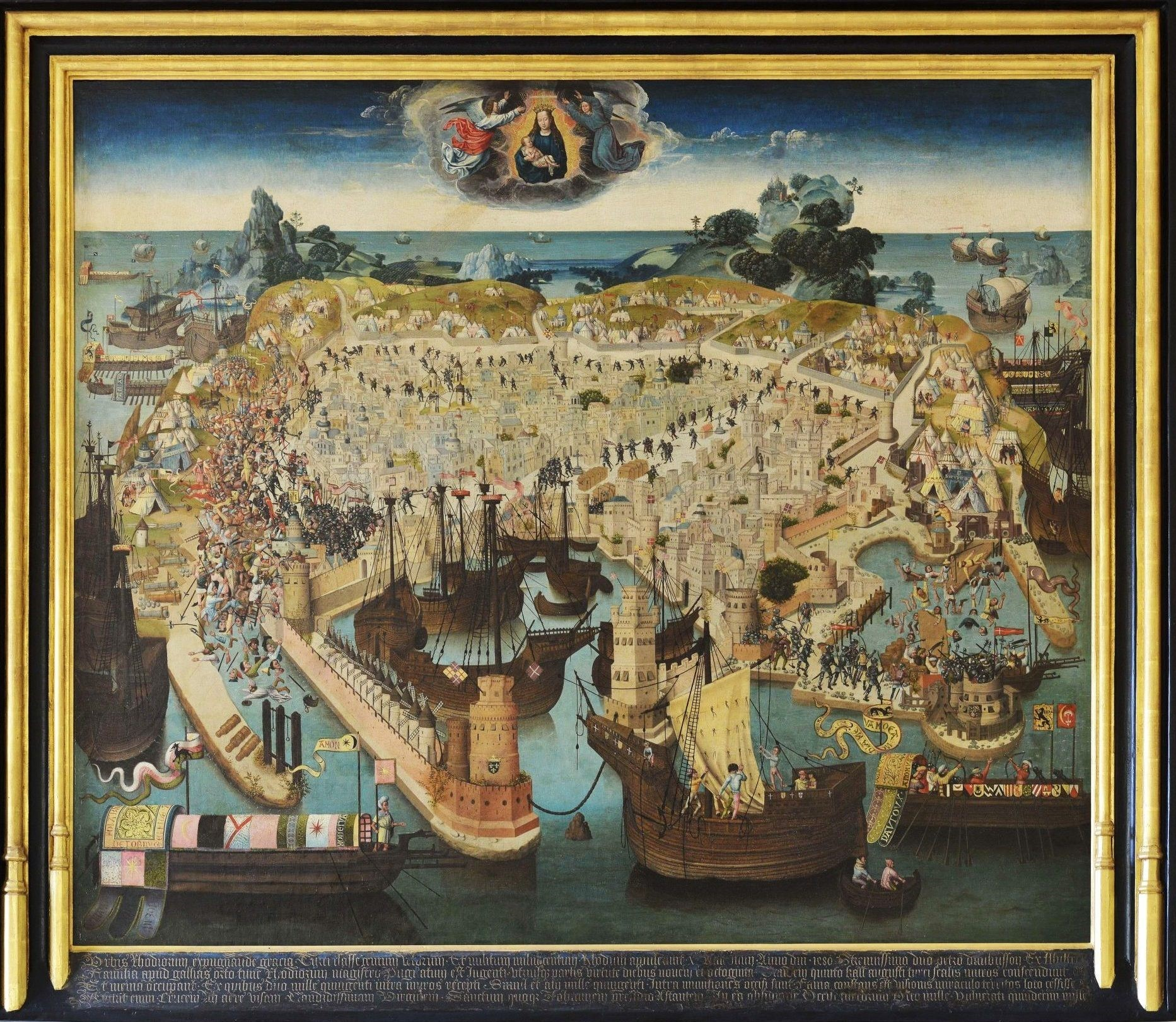
Le Siège de Rhodes par les Turcs en 1480.

Il s'illustre au cours du siège de Négrepont (1470) en tant qu'amiral de la flotte et devient vizir en 1476 ou 1477.
Il est chargé en 1480 par le sultan Mehmed II de conquérir l’île de Rhodes, tenue par les chevaliers de Saint-Jean et qui était considérée comme une menace pour l'Empire ottoman. Le siège de Rhodes (1480) aboutit à un échec ottoman. Il semble qu'il ait alors été démis de son poste de vizir mais qu'il ait conservé celui d'amiral.
Au printemps 1501, il est nommé grand vizir pour la première fois mais meurt en novembre 1501 des brûlures reçues alors qu'il inspectait un incendie.